# CrazyGames
CrazyGames is een in België gevestigd, wereldwijd opererend platform voor browserspellen. Op het platform spelen maandelijks meer dan 30 miljoen spelers meer dan 4.500 spellen in verschillende genres en categorieën, variërend van actie- tot puzzel- en sportspellen, en zowel solo- als multiplayer-spellen. In veel landen, waaronder de Verenigde Staten, is CrazyGames het grootste platform voor browserspellen.

## Diensten
Het platform is toegankelijk via elke webbrowser. Spellen kunnen zonder installatie worden gespeeld. Spelers kunnen een account aanmaken, maar dit is niet verplicht.
CrazyGames verdient geld aan advertenties en in-game aankopen via een partnerschap met in-game betalingsprovider Xsolla.
Gameontwikkelaars kunnen hun games bij CrazyGames uploaden in een self-service model en ontvangen een deel van de inkomsten die hun games genereren.
Het bedrijf biedt een SDK om in-game functionaliteit toe te voegen zoals advertenties, opslag van spelvoortgang, accounts, aankopen en meer. Deze SDK is beschikbaar voor verschillende game engines, waaronder Unity, Cocos Creator, Godot en andere.
Games op crazyGames maken gebruik van HTML5-webtechnologieën zoals WebAssembly, WebGL en WebGPU. De oprichter, Raf Mertens, is een uitgesproken voorstander van WebGPU en het potentieel van deze technologie voor de casual gaming-sector.
Om zijn 10-jarig bestaan in oktober 2023 te vieren, lanceerde CrazyGames “CrazyGames Originals”, een nieuw initiatief om originele browsergames te ontwikkelen en te hosten die exclusief zijn voor hun platform.

## Geschiedenis
De broers Raf en Tomas Mertens richtten CrazyGames in 2014 op als een hobbyproject. In 2015 verliet Tomas het bedrijf om zich op andere projecten te richten. In 2017 sloot het bedrijf zich aan bij investeerder @KBC.
Sindsdien is het bedrijf snel blijven groeien.
In 2023 investeerde de Belgische software-investeerder Smartfin meer dan 10 miljoen euro.

## Noemenswaardige partnerschappen
CrazyGames is een partner van Blue Wizard Digital, een Canadese studio voor de ontwikkeling en uitgifte  van videogames. Shell Shockers, de populairste game van Blue Wizard, is in augustus 2021 meer dan 35 miljoen keer gespeeld op de portals van CrazyGames.
Het heeft ook partnerschappen met grote uitgevers van casual games zoals Playable Factory, Kwalee, Boombit, Voodoo, Homa, SayGames, YSO Corp, Matchingham Games en vele anderen.

## Sponsoring
CrazyGames is een actieve supporter van het ecosysteem voor de ontwikkeling van webgames, waaronder sponsoring van JS13kgames en Global Game Jam. Daarnaast geeft CrazyGames lezingen op Pocket Gamer Connects en de Game Developers Conference.

## Beoordelingen
CrazyGames wordt over het algemeen positief beoordeeld.
Wired prees het bedrijf voor het aanbieden van “de grootste verzameling van flash-games” en erkende hun inspanningen om de Flash-gebaseerde games te behouden en voort te zetten in het post-Flash tijdperk.
Yahoo Lifestyle prees hun “actieve puzzelsectie”.
Op TrustPilot geven gebruikers het een 4,5 met meer dan 800 beoordelingen.